# Pizzichinu
Il pizzichinu è un prodotto tradizionale di Teggiano, nel Vallo di Diano (in provincia di Salerno), tipico del periodo pasquale e preparato il venerdì o il sabato santo per essere consumato dalla domenica di Pasqua in poi.

## Descrizione
I pizzichini si preparano stendendo sulla spianatoia una sfoglia non troppo sottile di pasta frolla, composta da farina di grano tenero, uova, brodo grasso (ottenuto da salumi tipici del luogo), sale e un pizzico di zucchero. Su una metà della sfoglia viene posto un ripieno formato impastando ricotta di latte vaccino, uova, soppressata tagliata fine, prezzemolo tritato e zucchero. Il ripieno viene quindi ricoperto con l'altra metà della sfoglia e il tutto viene tagliato in pezzi, piuttosto grandi e grosso modo triangoli, i cui lembi vengono chiusi con la forchetta. I pizzichini sono poi cotti in forno e, verso la fine della cottura, la loro parte superiore viene spennellata con rosso d'uovo.